# عبد الرزاق أحمد طه
عبد الرزاق أحمد طه، لاعب شطرنج عراقي ورئيس سابق للاتحاد العراقي للشطرنج.
مثّل منتخب العراق الوطني في أولمبياد الشطرنج في ثلاثة مناسبات: عام 1972 في سكوبيه، وعام 1974 في نيس، وعام 1984 في سالونيك[1]. حقق في أولمبياد 1972 أربعة انتصارات، و 4 تعادل، ومُني بـ 9 خسائر. 

## روابط خارجية
- عبد الرزاق أحمد طه على موقع مباريات الشطرنج (الإنجليزية)
- عبد الرزاق أحمد طه سجل أولمبياد الشطرنج على موقع OlimpBase.org (الإنجليزية)